# Sofie Pallesen
Sofie Pallesen (* 7. Mai 1971 in Kopenhagen) ist eine dänische Schauspielerin.

## Leben
Sofie Pallesen ist die Tochter des Schauspieler-Ehepaares Per Pallesen und Kirsten Peüliche. Ihre Schwester Trine Pallesen ist ebenfalls als Schauspielerin tätig.
Sofie Pallesen absolvierte Anfang der 1990er-Jahre ihre professionelle Schauspielausbildung an der Schauspielschule des Aarhus Teater, wo sie auch ihr Bühnendebüt als Darstellerin hatte. Als Bühnendarstellerin wirkte sie an zahlreichen Theaterhäusern in ganz Dänemark in zahlreichen Theaterstücken, Musicals und in Ballett-Aufführungen mit. Seit 1993 hat sie als Schauspielerin vor der Kamera in mehreren Film-und-Fernsehproduktionen mitgewirkt, dabei vorwiegend in Nebenrollen.
Pallesen lebte einige Jahre lang in Paris, wo sie ebenfalls an zahlreichen Theaterhäusern in ganz Frankreich als Bühnendarstellerin tätig war. Inzwischen lebt sie wieder in ihrer Geburtsstadt Kopenhagen. Sie ist mit dem dänischen Schauspieler Michael Sand (* 1970) liiert.

## Filmografie
- 1993: Pyaar Ka Tarana
- 2003: Nikolaj & Julie (Fernsehserie)[2]
- 2004: De pokkers forældre (Fernsehserie)
- 2007: Kommissarin Lund – Das Verbrechen (Fernsehserie, 1 Folge)
- 2013: Rita (Fernsehserie, 3 Folgen)[2]
- 2016: Ditte & Louise (Fernsehserie)[2]
- 2016: Lillemand (Fernsehserie)